# Hanna-Maria Seppälä
Hanna-Maria Seppälä (Kerava, 13 december 1984) is een Fins zwemster, die de gouden medaille won op de 100 meter vrije slag (54,37) bij de wereldkampioenschappen langebaan (50 meter) in Barcelona (2003). 
Daarmee zorgde Seppälä voor een primeur; nooit eerder won een Finse een wereldtitel in de zwemsport. Drie jaar eerder, bij de Europese Jeugd Kampioenschappen in Frankrijk, had de pupil van trainer-coach Mirjami Seppälä (haar moeder) al blijk gegeven van haar mogelijkheden door zowel de 50 als de 100 vrij op haar naam te schrijven.
Bij de EK kortebaan 2005 in Triëst wint Seppala twee medailles, één gouden en één zilveren. De Europese titel op de 100 meter wisselslag won ze in een tijd van 1.00,71, waarmee ze Hanna Eriksson en Hinkelien Schreuder, die een Nederlands record zwom aftroefde. Op de 100 meter vrije slag moest Seppala echter wel een Nederlandse voor laten gaan. Seppala finishte op ruime afstand van Marleen Veldhuis op een tweede plaats. Tevens won ze op het EK kortebaan 2006 in Helsinki andermaal een gouden medaille op de 100 wisselslag en ditmaal in een tijd van 1.00.45.

## Internationale toernooien
| Jaar | Olympische Spelen                                          | WK langebaan                                                                                   | WK kortebaan                                                                                      | EK langebaan | EK kortebaan |
| ---- | ---------------------------------------------------------- | ---------------------------------------------------------------------------------------------- | ------------------------------------------------------------------------------------------------- | --- | --- |
| 1999 |                                                            |                                                                                                | geen deelname                                                                                     | geen deelname | HF 50m vrije slag serie 200m wisselslag |
| 2000 | 28e 50m vrije slag 18e 100m vrije slag                     |                                                                                                | 13e 50m vrije slag 18e 100m vrije slag                                                            | 14e 50m vrije slag 12e 100m vrije slag 9e 4x100m vrije slag                                                               | 16e 50m vrije slag 11e 100m vrije slag 5e 100m wisselslag 11e 4x50m wisselslag                                                                    |
| 2001 |                                                            | 29e 50m vrije slag 17e 100m vrije slag                                                         |                                                                                                   | | 5e 50m vrije slag 10e 100m vrije slag |
| 2002 |                                                            |                                                                                                | geen deelname                                                                                     | 14e 50m vrije slag 11e 100m vrije slag 13e 100m rugslag 22e 50m vlinderslag 9e 4x100m vrije slag                          | 6e 50m vrije slag 10e 100m vrije slag 15e 50m rugslag 8e 100m wisselslag                                                                          |
| 2003 |                                                            | 10e 50m vrije slag · 100m vrije slag · 16e 50m rugslag · 21e 100m rugslag                      |                                                                                                   | | 5e 50m vrije slag · 100m vrije slag · 20e 50m rugslag · 22e 100m rugslag · 24e 50m vlinderslag                                                    |
| 2004 | 24e 50m vrije slag 12e 100m vrije slag 36e 100m rugslag    |                                                                                                | 16e 50m vrije slag 5e 100m vrije slag 19e 100m rugslag 4e 100m wisselslag                         | 12e 50m vrije slag 7e 100m vrije slag 17e 100m rugslag 11e 4x100m vrije slag 13e 4x100m wisselslag                        | 10e 50m vrije slag 8e 100m vrije slag 20e 50m schoolslag 6e 100m wisselslag 12e 4x50m vrije slag 7e 4x50m wisselslag                              |
| 2005 |                                                            | 14e 50m vrije slag 9e 100m vrije slag 33e 50m rugslag 31e 100m rugslag                         |                                                                                                   | | 5e 50m vrije slag · 100m vrije slag · serie 100m vlinderslag · 100m wisselslag · 10e 4x50m vrije slag · DQ 4x50m wisselslag                       |
| 2006 |                                                            |                                                                                                | 6e 50m vrije slag · 4e 100m vrije slag · 20e 50m schoolslag · 100m wisselslag                     | 15e 50m vrije slag 5e 100m vrije slag 26e 50m vlinderslag 31e 100m vlinderslag 12e 4x100m wisselslag                      | 50m vrije slag · 4e 100m vrije slag · 100m wisselslag · 9e 4x50m vrije slag · 7e 4x50m wisselslag                                                 |
| 2007 |                                                            | 13e 50m vrije slag 14e 100m vrije slag 34e 200m vrije slag                                     |                                                                                                   | | 11e 50m vrije slag · 7e 100m vrije slag · 26e 50m rugslag · 100m wisselslag · 8e 4x50m vrije slag · 6e 4x50m wisselslag                           |
| 2008 | 16e 50m vrije slag 4e 100m vrije slag 30e 100m rugslag     |                                                                                                | 8e 50m vrije slag · 100m vrije slag · 100m wisselslag                                             | 8e 50m vrije slag · 100m vrije slag · 7e 50m rugslag · 15e 50m vlinderslag · 6e 4x100m vrije slag · 13e 4x100m wisselslag | 4e 50m vrije slag · 4e 100m vrije slag · 100m wisselslag · 6e 4x50m vrije slag · 7e 4x50m wisselslag                                              |
| 2009 |                                                            | 16e 50m vrije slag 10e 100m vrije slag 34e 50m rugslag 28e 200m wisselslag 15e 200m wisselslag |                                                                                                   | | 4e 100m vrije slag · 100m wisselslag · 5e 4x50m wisselslag · 13e 4x50m wisselslag                                                                 |
| 2010 |                                                            |                                                                                                | 22e 50m vrije slag 17e 100m vrije slag 31e 100m rugslag 10e 100m wisselslag                       | geen deelname | 4e 100m vrije slag · 9e 100m wisselslag · 4x50m vrije slag · 7e 4x50m wisselslag                                                                  |
| 2011 |                                                            | 23e 50m vrije slag 20e 100m vrije slag 35e 100m rugslag 16e 4x100m vrije slag                  |                                                                                                   | | 7e 100m vrije slag 6e 100m wisselslag 7e 4x50m vrije slag                                                                                         |
| 2012 | 26e 50m vrije slag 18e 100m vrije slag 32e 200m vrije slag |                                                                                                | 14e 50m vrije slag 20e 100m vrije slag 32e 100m rugslag 16e 100m wisselslag 14e 4x100m wisselslag | 14e 50m vrije slag 7e 100m vrije slag 23e 50m rugslag 7e 4x100m wisselslag                                                | 5e 50m vrije slag · 5e 100m vrije slag · 20e 50m rugslag · 6e 100m wisselslag · 4x50m vrije slag · 4e 4x50m wisselslag · 4x50m wisselslag gemengd |

## Persoonlijke records
Bijgewerkt tot en met 12 december 2009
Kortebaan
| Afstand         | Tijd    | Datum             | Plaats    |
| --------------- | ------- | ----------------- | --------- |
| 50m vrije slag  | 24,38   | 14 december 2008  | Rijeka    |
| 100m vrije slag | 52,28   | 11 december 2008  | Rijeka    |
| 200m vrije slag | 1.54,50 | 19 september 2009 | Espoo     |
| 100m wisselslag | 58,86   | 12 december 2009  | Istanboel |
| 200m wisselslag | 2.11,39 | 25 oktober 2008   | Tampere   |

Langebaan
| Afstand         | Tijd    | Datum            | Plaats   |
| --------------- | ------- | ---------------- | -------- |
| 50m vrije slag  | 25,06   | 15 augustus 2008 | Peking   |
| 100m vrije slag | 53,60   | 13 augustus 2008 | Peking   |
| 200m vrije slag | 1.58,68 | 28 juni 2009     | Helsinki |
| 200m wisselslag | 2.14,62 | 26 juli 2009     | Rome     |